# Madonna col Bambino e quattro angeli (Piero della Francesca)
La Madonna col Bambino e quattro angeli è un dipinto, tecnica mista su tavola trasferito in epoca moderna su tela (107,8x78,4 cm), dell'ultima fase artistica di Piero della Francesca, databile al 1475-1482 e oggi conservato nel Clark Art Institute di Williamstown (Massachusetts).

## Storia
L'opera non è universalmente attribuita al maestro, per via di un certo deficit qualitativo nella cromia e nella resa volumetrica che alcuni interpretano come lavoro della bottega o addirittura di un copista che usò varie "citazioni piefrancescane", mentre altri giustificano come opera tarda della vecchiaia dell'artista. La seconda tesi è in genere quella prevalente. Un'opera simile, dalla stessa cromia spenta, attribuita allo stesso periodo è la Natività della National Gallery di Londra.
La tavola fu uno dei primi acquisti d'arte di Robert Sterling Clark sul mercato antiquario parigino, nel 1914, prima di dirigere i suoi interessi collezionistici verso l'impressionismo.

## Descrizione e stile
Maria è seduta su una sedia rinascimentale di tipo pieghevole, posta su di uno zoccolo marmoreo decorato da rosette. In braccio tiene il robusto Bambino, che sporge le mani verso una rosa bianca, simbolo di purezza, che la Vergine tiene nella mano destra.
Attorno a loro sono disposti quattro angeli a semicerchio, solidi come colonne, con vesti diverse ma fisicamente simili, che riprendono in alcuni casi le fisionomie tipiche degli angeli di Piero, presenti con gli stessi tratti somatici ad esempio nella Pala Montefeltro o nella Madonna di Senigallia. Particolare attenzione desta l'angelo sulla destra, vestito di una tunica rossa vaporosamente piegata in vita, che guarda verso lo spettatore e lo invita, con un gesto della mano destra, a concentrarsi sulla scena sacra al centro.
Lo sfondo architettonico è un armonioso loggiato architravato di stampo classico con ghirlande appese, che crea effetti di profondità grazie alla scansione di piani più in ombra man mano che ci si addentra. I rapporti tra figure e architettura sono estremamente equilibrati e seguono una concezione rigorosamente proporzionale.